# Layan Loor
Layan Manuel Loor Requelme (Lago Agrio, 23 maggio 2001) è un calciatore ecuadoriano, difensore dell'Independiente del Valle e della nazionale ecuadoriana.

## Caratteristiche tecniche
Inizialmente ala sinistra, è stato arretrato al ruolo di terzino nelle giovanili dell'Universidad Católica.

## Carriera

### Club
Loor è cresciuto nel settore giovanile dell'Universidad Católica, e dal 2020 al 2021 ha giocato in prestito in seconda divisione all'América de Quito. Rientrato nel 2022, ha debuttato in prima squadra il 26 febbraio nell'incontro di Primera Categoría Serie A pareggiato 1-1 contro il Guayaquil City. Il 24 aprile seguente ha segnato il suo primo gol nel successo per 4-1 sul Téc. Universitario.

### Nazionale
Ha giocato nella nazionale ecuadoriana Under-23.
Il 13 giugno 2024 ha debuttato con la nazionale maggiore nell'amichevole vinta 3-1 contro la Bolivia.

## Statistiche

### Presenze e reti nei club
Statistiche aggiornate al 14 giugno 2024.
| Stagione        | Squadra              | Campionato      | Campionato | Campionato | Coppe nazionali | Coppe nazionali | Coppe nazionali | Coppe continentali | Coppe continentali | Coppe continentali | Altre coppe | Altre coppe | Altre coppe | Totale | Totale | Totale |
| Stagione        | Squadra              | Comp            | Pres       | Reti       | Comp            | Pres            | Reti            | Comp               | Pres               | Reti               | Comp        | Pres        | Reti        | Pres   | Reti   |        |
| --------------- | -------------------- | --------------- | ---------- | ---------- | --------------- | --------------- | --------------- | ------------------ | ------------------ | ------------------ | ----------- | ----------- | ----------- | ------ | ------ | ------ |
| 2020            | América de Quito     | B               | 4          | 0          |                 | -               | -               |                    | -                  | -                  |             | -           | -           | 4      | 0      |        |
| 2021            | América de Quito     | B               | 34         | 0          |                 | -               | -               |                    | -                  | -                  |             | -           | -           | 34     | 0      |        |
| 2022            | Universidad Católica | A               | 28         | 2          |                 | -               | -               | CL+CS              | 4+3                | 0                  |             | -           | -           | 35     | 2      |        |
| 2023            | Universidad Católica | A               | 26         | 0          |                 | -               | -               | CS                 | 2                  | 0                  |             | -           | -           | 28     | 0      |        |
| 2024            | Universidad Católica | A               | 15         | 1          |                 | -               | -               | CL                 | 7                  | 0                  |             | -           | -           | 22     | 1      |        |
| Totale carriera | Totale carriera      | Totale carriera | 107        | 3          |                 | -               | -               |                    | 16                 | 0                  |             | -           | -           | 123    | 3      |        |

### Cronologia presenze e reti in nazionale
| Cronologia completa delle presenze e delle reti in nazionale ― Ecuador | Cronologia completa delle presenze e delle reti in nazionale ― Ecuador | Cronologia completa delle presenze e delle reti in nazionale ― Ecuador | Cronologia completa delle presenze e delle reti in nazionale ― Ecuador | Cronologia completa delle presenze e delle reti in nazionale ― Ecuador | Cronologia completa delle presenze e delle reti in nazionale ― Ecuador | Cronologia completa delle presenze e delle reti in nazionale ― Ecuador | Cronologia completa delle presenze e delle reti in nazionale ― Ecuador |
| Data                                                                   | Città                                                                  | In casa                                                                | Risultato                                                              | Ospiti                                                                 | Competizione                                                           | Reti                                                                   | Note                                                                   |
| ---------------------------------------------------------------------- | ---------------------------------------------------------------------- | ---------------------------------------------------------------------- | ---------------------------------------------------------------------- | ---------------------------------------------------------------------- | ---------------------------------------------------------------------- | ---------------------------------------------------------------------- | ---------------------------------------------------------------------- |
| 13-6-2024                                                              | Chester                                                                | Ecuador                                                                | 3 – 1                                                                  | Bolivia                                                                | Amichevole                                                             | -                                                                      |                                                                        |
| Totale                                                                 |                                                                        | Presenze                                                               | 1                                                                      |                                                                        | Reti                                                                   | 0                                                                      |                                                                        |